# ウォータータウン (サウスダコタ州)
ウォータータウン（英: Watertown）は、アメリカ合衆国サウスダコタ州の北東部コディントン郡の都市であり、同郡の郡庁所在地である。2000年国勢調査による人口は20,237 人であり、2010年では21,482人と6.2％増加した。州内で5番目に人口の多い都市である。コディントン郡とハムリン郡に跨るウォータータウン小都市圏の主要都市でもある。市内には公立のウォータータウン高校と私立の寄宿制グレートプレーンズ・ルーテル高校がある。
ウォータータウンにはレッドリン・アートセンターがあり、アメリカでは人気の高い野生動物画家テリー・レッドリンの作品原画を多く集めている。またブランブル公園動物園がある。「ウォータータウン・パブリック・オピニオン」は週6日発行される新聞である。

## 歴史

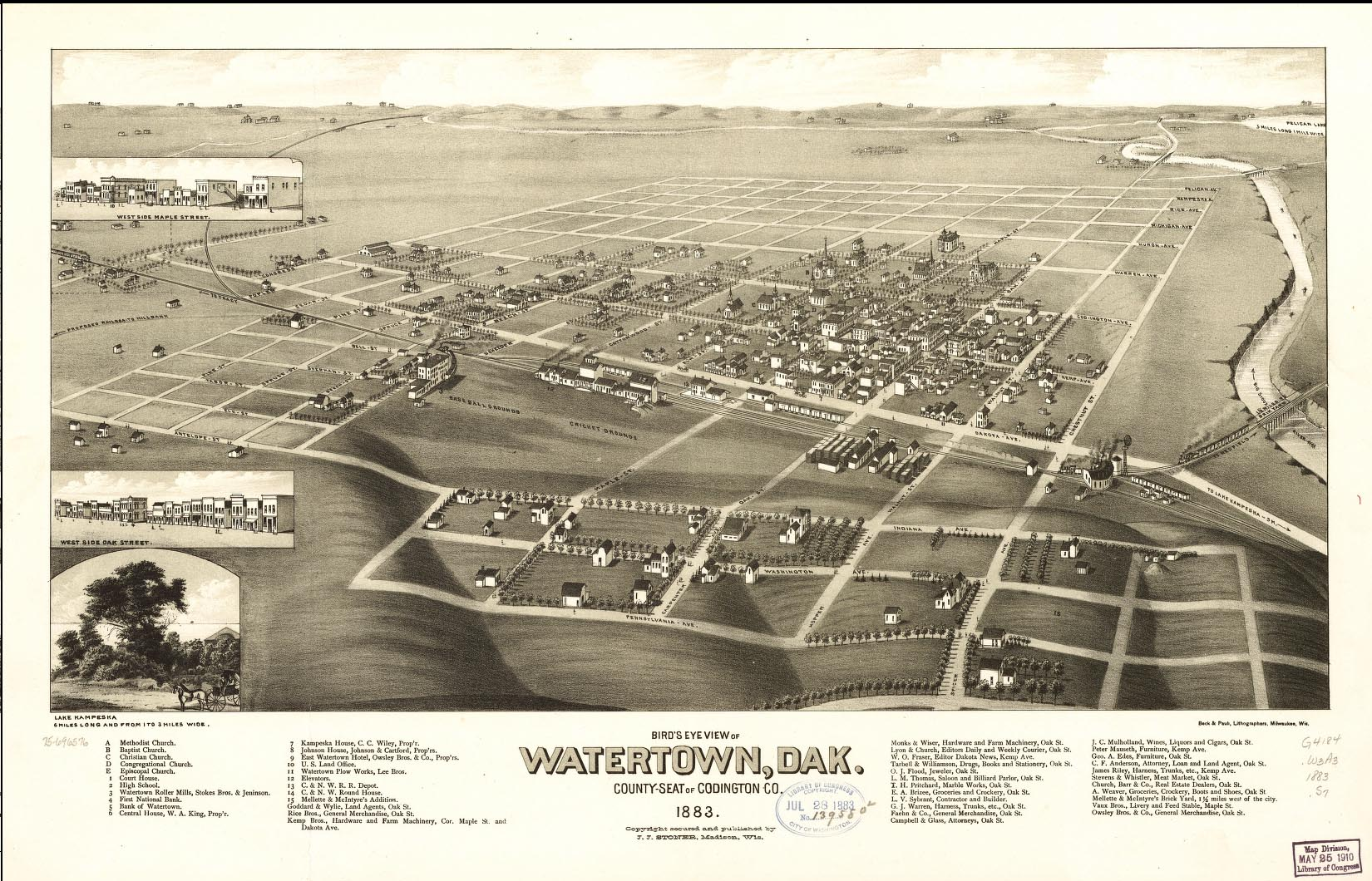
ウォータータウンの鳥瞰図、1883年

ウォータータウンは、1879年にシカゴ・アンド・ノースウェスタン鉄道がカンペスカ湖まで建設していた鉄道線を再利用したときに終着駅として設立された。町の設立者の一人ジョン・E・ケンプの故郷がニューヨーク州ウォータータウンだったので、その名前が町の名前になった。1930年代に鉄道がさらに西に延伸されたときに、ウォータータウンは鉄道の中継点として栄えた。この町は他の幾つかの都市とともに、新しく結成されるサウスダコタ州州都の候補地になったが、結果は州の中央に近いピアに決まった。市内で現在も発行されている新聞「ウォータータウン・パブリック・オピニオン」は1887年に発刊された。
20世紀半ば、州間高速道路29号線がサウスダコタ州の東部に建設された。その経路は少しだけ曲げられてウォータータウンの近くを通るようにされた。この道路の建設はウォータータウンを含め経路沿いにある大きな地域社会には経済的利益に繋がった。

## 地理
ウォータータウンは北緯44度54分12秒 西経97度7分14秒 / 北緯44.90333度 西経97.12056度に位置する。
アメリカ合衆国国勢調査局によれば、市域全面積は23.1平方マイル (59.8 km2)、このうち陸地は15.2平方マイル (39.4 km2)、水域は7.9平方マイル (20.4 km2)、水域率は34.04%である。
ビッグスー川が市内を南北に流れており、ペリカン湖とカンペスカ湖という2つの湖がある。水際の大半は短い台地になっている。ウォータータウン地域空港の標高は1,745フィート (532 m) である。

## 人口動態
以下は2000年の国勢調査推計による人口統計データである。
| 基礎データ - 人口: 20,237人 - 世帯数: 8,385世帯 - 家族数: 5,290家族 - 人口密度: 513.0人/km2（1,328.9人/mi2） - 住居数: 9,193軒 - 住居密度: 233.1軒/km2（603.7軒/mi2） 人種別人口構成 - 白人: 96.25% - アフリカン・アメリカン: 0.14% - ネイティブ・アメリカン: 1.65% - アジア人: 0.33% - 太平洋諸島系: 0.02% - その他の人種: 0.71% - 混血: 0.90% - ヒスパニック・ラテン系: 1.28% 出身国別構成 - ドイツ系: 47.1% - ノルウェー系: 19.8% - アイルランド系: 5.9% 言語別構成 - 英語: 96.6% - スペイン語: 1.7% - ドイツ語: 1.1% | 年齢別人口構成 - 18歳未満: 25.9% - 18-24歳: 11.3% - 25-44歳: 27.9% - 45-64歳: 19.9% - 65歳以上: 15.0% - 年齢の中央値: 35歳 - 性比（女性100人あたり男性の人口） - 総人口: 96.6 - 18歳以上: 93.9 世帯と家族（対世帯数） - 18歳未満の子供がいる: 31.9% - 結婚・同居している夫婦: 50.6% - 未婚・離婚・死別女性が世帯主: 8.8% - 非家族世帯: 36.9% - 単身世帯: 30.5% - 65歳以上の老人1人暮らし: 11.8% - 平均構成人数 - 世帯: 2.37人 - 家族: 2.98人 収入と家計（2007年推計） - 収入の中央値 - 世帯: 34,348米ドル - 家族: 44,944米ドル - 性別 - 男性: 30,436米ドル - 女性: 19,712米ドル - 人口1人あたり収入: 18,994米ドル - 貧困線以下 - 対人口: 9.3% - 対家族数: 5.7% - 18歳以下: 8.5% - 65歳以上: 11.0%. |

## 教育
ウォータータウンの公共教育はウォータータウン公立学校学区が管轄している。高等教育機関としてはレイクエリア工科大学がある。私立学校としてはグレートプレーンズ・ルーテル高校など4校がある。地域の図書館はウォータータウン地域図書館がある。

## 見どころ
- レッドリン芸術センター
- ブランブル公園動物園
- コディントン郡歴史遺産博物館
- メレット・ハウス
- ウォータータウン家族水上センター
- ウォータータウン・スタジアム

## メディア
ウォータータウンの日刊紙は「ウォータータウン・パブリック・オピニオン」である。聴取できるラジオ局はAMが3局、FMが7局ある。

## 交通
ウォータータウン市は南北に走るアメリカ国道81号線、東西に走る同212号線、および南北に走る州間高速道路29号線が利用できる。
市内にはウォータータウン地域空港があり、メサバ航空が就航している。地域のバス便はウォータータウン地域交通社が運行している。

## 著名な住人
- クリーブランド・L・アボット、タスケギー大学のコーチ、教育者
- ロバート・J・フォックス、ローマ・カトリック教牧師
- ジョージ・R・マザー、アメリカ陸軍将軍、アメリカ南方軍司令官（1969年-1971年）
- ジェイムズ・G・マクファーランド（1912年-2002年）、ゼネラルミルズの社長およびCEO
- アーサー・C・メレット、ダコタ準州最後の知事、サウスダコタ州初代知事
- リー・レイモンド（1938年-）、化学技師、エクソンモービルの長期にわたる会長およびCEO、ウォータータウンで生まれ市内の小学校と中学校に通った。
- テリー・レッドリン（1937年-）、野生動物画家
- ティミー・ウィリアムズ、コメディグループ「The Whitest Kids U Know」のメンバー

## 主要な雇用主
少なくとも50人以上を雇用する国際的企業は以下の通りである。
- ESCO Manufacturing, Inc.
- ベンチマーク・フォーム
- EMPI, Inc.
- ミネソタ・ラバー
- アンガス・パーム、従業員所有の会社
- ペルソナ
- スミス機械製造
- テレックス・ユーティリティーズ
- タワー・システム
- ツインシティ・ダイキャスト